# Deutsches Archiv für Erforschung des Mittelalters
Das Deutsche Archiv für Erforschung des Mittelalters (kurz DA) ist eine historische Fachzeitschrift speziell zur Geschichte des Mittelalters (Zeitraum 400 bis 1500 n. Chr.), die üblicherweise einfach als Deutsches Archiv bezeichnet wird. Die Zeitschrift ist das Publikationsorgan der Monumenta Germaniae Historica (MGH), des Deutschen Instituts für Erforschung des Mittelalters. Die Jahrgänge des Deutschen Archivs werden ab 1937 gezählt, wobei der Zeitschriftentitel bis Jahrgang 7 (1944) Deutsches Archiv für Geschichte des Mittelalters lautete. Vorgängerpublikation war das Neue Archiv der Gesellschaft für ältere deutsche Geschichtskunde (NA), das unter diesem Titel in 50 Jahrgängen von 1876 bis 1935 gezählt wurde. Diese hatte das Archiv der Gesellschaft für ältere deutsche Geschichtskunde abgelöst, das in zwölf gezählten Jahrgangsbänden von 1820 bis 1874 erschienen war. Die Nachfolgezeitschrift des Neuen Archivs wollte laut Geleitwort der Herausgeber Karl Brandi, Walther Holtzmann und Wilhelm Engel zum ersten 1937 erschienenen Heft nicht nur der „Erforschung geschichtlicher Wahrheit“, sondern ebenso der „Pflege völkischen Geschichtsbewußtseins dienen“.
Die Zeitschrift wird vom jeweiligen Präsidenten der MGH in Verbindung mit weiteren Fachkollegen herausgegeben. Der Verlag der Zeitschrift war von Beginn an der Böhlau Verlag (zunächst in Weimar, später in Köln). Das Deutsche Archiv „ist die älteste allgemein-mediävistische Zeitschrift im deutschen Sprachraum“.
In der Zeitschrift werden darstellende und quellenkritische Studien sowie hilfswissenschaftliche Beiträge veröffentlicht. Einen wesentlichen Teil jedes Bandes stellt eine umfangreiche Übersicht über neu erschienenes einschlägiges Schrifttum dar. Die Vorstellung der Literatur variiert dabei von bloßen Anzeigen, gelegentlich auch Selbstanzeigen von Autoren, bis hin zu umfangreicheren kritischen Besprechungen. Etwa die Hälfte des Besprechungsteils entfällt auf Rezensionen fremdsprachiger Werke. Die Beiträge erscheinen in deutscher Sprache. In den letzten beiden Jahrzehnten verschob sich die Gewichtung zwischen Aufsätzen und Miszellen und den Besprechungen. Durch die internationale Literaturproduktion nahm der Umfang des Besprechungsteils deutlich zu, während die Gewinnung geeigneter Manuskripte für den Aufsatzteil durch die Konkurrenz von Tagungsbänden, Festschriften und anderen Sammelpublikationen schwieriger geworden ist.
Nach Wegfall eines Druckkostenzuschusses der Deutschen Forschungsgemeinschaft 1994 wurden die Abonnementspreise angehoben und die Autorenhonorare gestrichen. Von der Druckauflage von 1.000 Exemplaren werden regelmäßig rund 800 verkauft, davon ein Drittel ins Ausland. Die Zeitschrift kann sich wirtschaftlich tragen, da sie von den Mitarbeitern der MGH im Rahmen von deren staatlich finanzierter Tätigkeit gestaltet wird. Im Gegenzug profitiert etwa die Institutsbibliothek von den Rezensionsexemplaren, die ihr von den MGH-Mitarbeitern überlassen werden.
Weiterhin informiert ein Jahresbericht des Präsidenten über den aktuellen Stand einzelner Projekte der MGH. Alle Bände seit 1937 bis auf den aktuellen Jahrgang, der mit einjähriger Sperrfrist folgt, stehen in DigiZeitschriften kostenfrei zur Einsicht zur Verfügung.